# Planes
Planes es un municipio de la Comunidad Valenciana (España), situado en el norte de la provincia de Alicante, en la comarca del Condado de Cocentaina. Cuenta con 682 habitantes (INE 2020).

## Descripción
Planes es un pueblo de titulación señorial, asentado a los pies de un castillo musulmán de recios muros de los siglos XII y XIII cuyo dominio y control fue del caudillo Al-Azraq hasta la reconquista emprendida por el rey Jaime I.
Planes es un bonito pueblo con una estructura urbana de calles empinadas, escaleras en graderío y fuentes de agua fresca.
Destaca por su accidentada demarcación que se tiende al sur del río Serpis, sobre las laderas septentrionales de la sierra de Almudaina y la de Albureca. Profundos barrancos drenan la complejidad topográfica de su relieve.
Detrás se encuentra la sierra de San Cristóbal, que posee un vía crucis que conduce a la ermita del Santo Cristo de Planes.
Integra al mismo tiempo las pedanías de Benialfaquí, Catamarruch y Margarida.

## Geografía
Se encuentra al norte de la provincia de Alicante, en el valle que forman las sierras de la Almudaina, Xarpolar, Cantacuc y la Albureca. Los principales colectores hídricos de la población son el barranco del Sofre y el de l'Encantà que desembocan al río Serpis.
Se accede por Muro de Alcoy y Benimarfull por la CV-700, dista 15 km de Cocentaina y 75 km de Alicante.

### Barrios y pedanías
El término municipal está formado por los núcleos urbanos o pedanías de Planes, Margarida, Benialfaquí y Catamarruch.

### Localidades limítrofes
Limita con los términos municipales de Alcocer de Planes, Almudaina, Balones, Beniarrés, Benimarfull, Benimasot, Gayanes, Lorcha, Valle de Alcalá y Vall de Gallinera.

## Historia
Se empieza a escribir sobre el pueblo en época musulmana, bajo el dominio de Al-Azraq. La jurisdicción del castillo de Planes incluía las alquerías de Almudaina, Benialfaqui, Catamarruc, Benicapsell, Llombo, Margarida y Beniarrés.
Pasó a poder de Jaime I en 1245 mediante el pacto de vasallaje efectuado con el caudillo musulmán Al-Azraq. En 1276 pasó a ser propiedad de Teresa Gil de Vidaure y a su hijo Jaime, señor de Jérica, quien, dos años después, otorgó la carta puebla.

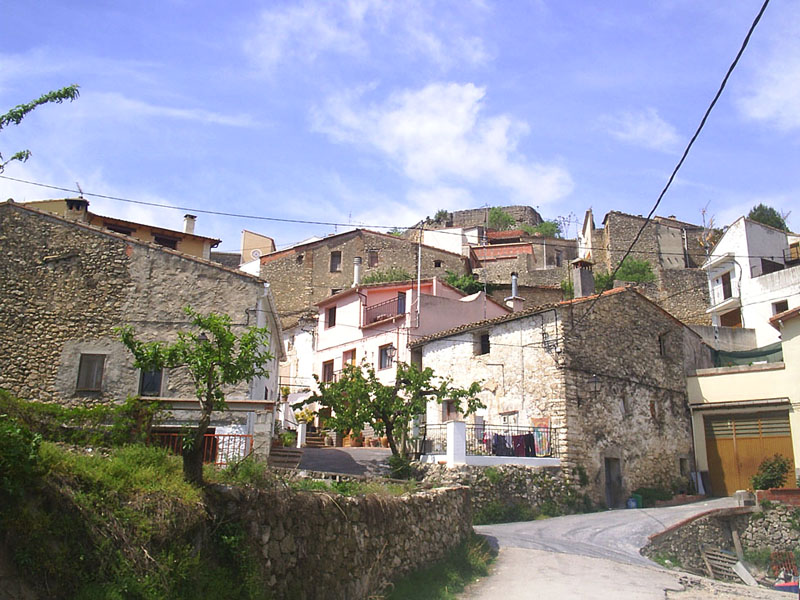
Centro de Planes.

Perteneció al señorío de Cocentaina por casamiento de Jaime de Aragón señor de Jerica con Beatriz de Lauria y Lanza, señora de Cocentaina. Pasó a los Cátala de Valeriola, de los cuales, en 1476, Bernardo Guillem Cátala de Valeriola vende la Baronía de Planes por el precio de 300 000 sueldos a Juan Olcina, I Barón de Planes.
Guillermo Raimundo Olcina Bardaxi (1522) fue el II Barón de Planes. Baltasar Olcina Mercader III Barón de Planes, casó con D.ña Lucrecia de Castelví y Borja, un 11 de mayo se produjo la venta de la Baronía por 60 000 libras a Miguel Fenollar, por lo cual se redactó un documento de compraventa falso que provocaría que Fenollar fuera condenado y decapitado en 1563.
En 1592 adquirió la Baronía D. Bernardo de Cárdenas y de Portugal, III duque de Maqueda sucediéndole D. Jorge de Cárdenas y Manrique, IV duque de Maqueda y Barón de Planes y Patraix. En 1611 los duques de Maqueda establecieron una segunda carta de población.
En 1645 se experimentaron fuertes terremotos en el recinto conocido con los nombres de Baronía de Planes, Valles de Perpuchent y Travedell. Se arruinaron entonces varios pueblos y en muchos cayeron calles enteras. Duraron las composiciones varios meses y se observó después por espacio de siete años que humeaba el barranco del azufre (Benimarfull y Planes).
En la guerra de sucesión española, fue partidario del archiduque Carlos de Austria. Tras la batalla de Almansa y la toma de Valencia por parte de Felipe V en 1707, el ejército borbónico avanzó hacia Tortosa tomando a su paso los reductos que eran partidarios al archiduque y todavía oponían resistencia como Játiva, Denia, el castillo de Planes y Alcoy entre otros.
En 1769 los duques de Arcos se la vendieron al marqués de Cruïlles, concediéndole título de Barón de Planes a D. Joaquín Montserrat y Cruilles, I marqués de Cruilles; sucediéndole D.ª. María Manuela Montserrat y Ester, III Marquesa de Cruïlles, y III Baronesa de Patraix y de Planes en 1784. Por Real carta de 20 de octubre de 1869, sucediéndole en el título de IV Barón de Planes y Barón de Patraix D. Vicente Salvador y Montserrat. En 1954 se expidió título a favor de D. José Joaquín Gómez de Barreda y Salvetti. El de 3 de julio de 2003, se manda expedir, sin perjuicio de tercero de mejor derecho, Real Carta de Sucesión en el título de Barón de Planes, a favor de D. Ignacio Gómez de Barreda y Ros.

## Demografía
Planes cuenta con una población de 696 habitantes (INE 2024).
| Gráfica de evolución demográfica de Planes entre 1842 y 2021                                                        |
| |
| Población de derecho según los censos de población del INE Población de hecho según los censos de población del INE |

## Economía
Basada tradicionalmente en la agricultura, Planes se conoce como la «capital de la cereza», ya que tiene concedida la Denominación de Origen por la Generalidad Valenciana. El noventa por ciento de la producción de cerezas se exporta a países como Alemania, Francia y Holanda.
La producción de aceite de oliva es muy elevada y debido a que se siguen cultivando los olivos a la antigua usanza la calidad del aceite es excelente, lo que facilita su venta a otras zonas de España y a otros países.
La producción de almendras también es importante. Aunque no se exportan al extranjero, son muy apreciadas entre las empresas turroneras.
El turismo ha experimentado un importante impulso, aunque la totalidad de los monumentos históricos como el castillo o los molinos están degradados y descuidados por el ayuntamiento y el Estado.

## Símbolos
- Escudo de Planes: en la parte superior posee dos lobos negros sobre campo de oro, rodeado de una orla con ocho eses de oro y ocho pechinas de plata alternadas, que son identificativos del Ducado de Maqueda, el cual durante 175 años ostentó el señorío de Planes. En la parte inferior se halla un campo de oro con cuatro palos verticales rojos que identifican la casa de Aragón, la casa de Jérica y también la ciudad de Valencia; las cuales en diferentes ocasiones ostentaron el dominio de la villa. El castillo de plata que se sitúa sobre la enseña real representan la historia de Planes y la corona real que timbra el escudo es por haber sido Villa de realeza.

## Administración y política
| Elecciones municipales del 24 de mayo de 2015 |                                 |       |         |            |            |
| Partido                                       | Candidato                       | Votos | Votos   | Concejales | Concejales |
| Partido Popular-PP                            | Francisco Javier Sendra Mengual | 381   | 74,85 % | 6          | 1          |
| Partido Socialista del País Valenciano-PSOE   | Rosa Selles Benito              | 101   | 19,84 % | 1          | 1          |
| Fuente: Ministerio del Interior (España).     |                                 |       |         |            |            |

| Periodo   | Nombre                                                                    | Partido      |
| --------- | ------------------------------------------------------------------------- | ------------ |
| 1979-1983 | Eugenio Oltra Llorens                                                     | UCD          |
| 1983-1987 | Francisco Juan Giménez                                                    | AP           |
| 1987-1991 | Francisco Juan Giménez                                                    | AP / PP      |
| 1991-1995 | Josep Alfons Llorenç Gadea                                                | PSPV-PSOE    |
| 1995-1999 | Josep Alfons Llorenç Gadea                                                | PSPV-PSOE    |
| 1999-2003 | Mónica Ana Umbert Blanes (1999-2002) Juan Vilaplana Vilaplana (2002-2003) | PSPV-PSOE PP |
| 2003-2007 | Francisco Javier Sendra Mengual                                           | PP           |
| 2007-2011 | Francisco Javier Sendra Mengual                                           | PP           |
| 2011-2015 | Francisco Javier Sendra Mengual                                           | PP           |
| 2015-2019 | Francisco Javier Sendra Mengual                                           | PP           |
| 2019-2023 | Francisco Javier Sendra Mengual                                           | PP           |

## Patrimonio

### Civil
- Castillo de Planes: es la estructura más característica de la localidad. Se encuentra sobre el cerro que domina la población. En él se aprecian dos fases de construcción: una de origen musulmán y otra de estructura feudal posterior a la Reconquista. Su función era controlar los pasos del río Serpis. Tiene una superficie de 2 887'5 m², con ocho torres de planta rectangular y un gran aljibe adosado en la muralla este. Fue construido entre finales del siglo XII y primer tercio del XIII, sobre asentamientos de la Edad del Bronce, formando parte de la nómina de castillos del rey Jaime I, el año 1245. Actualmente, se encuentra en estado de rehabilitación y consolidación de la torre norte.

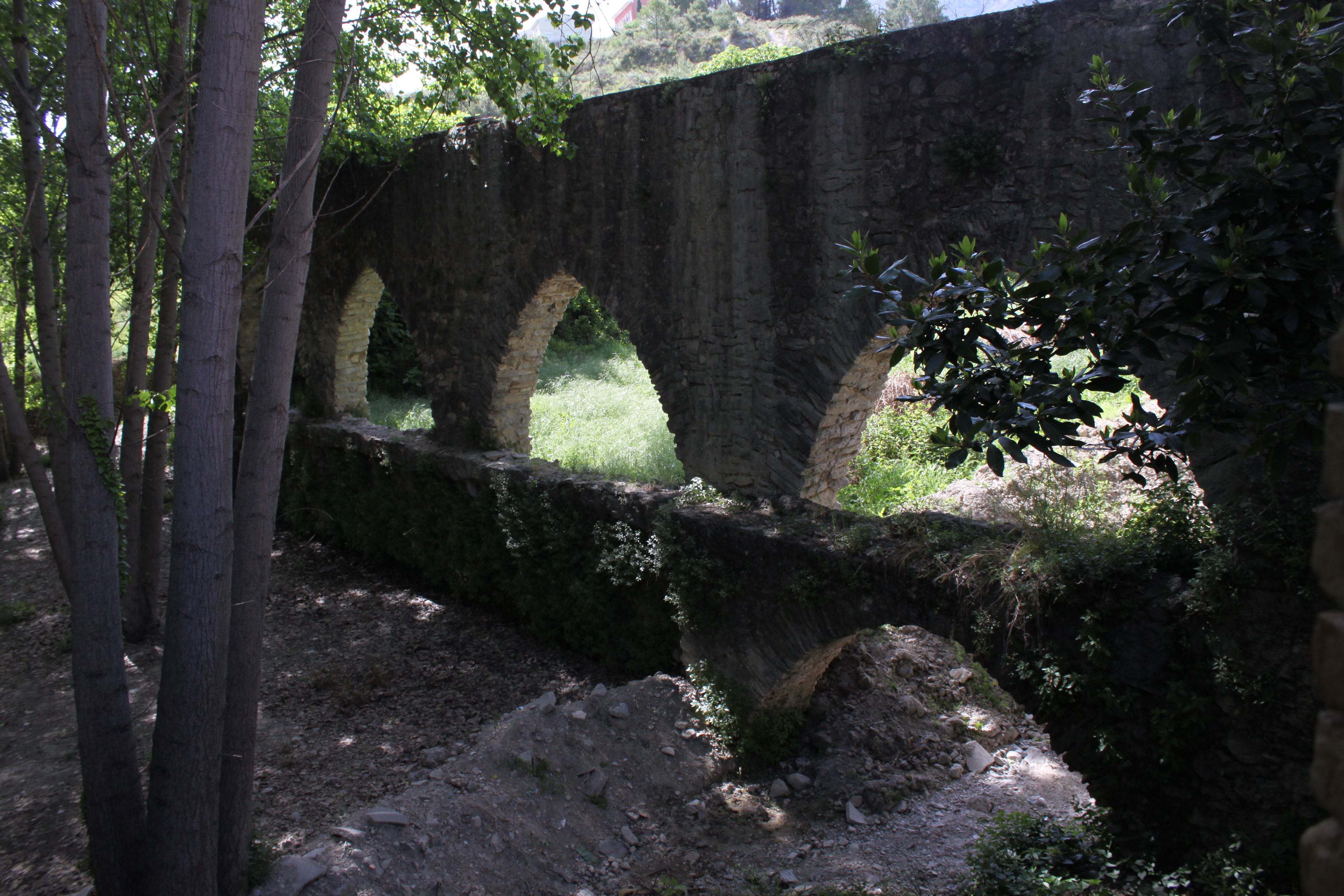
Acueducto medieval.

- Acueducto: probablemente de época musulmana, todavía sigue en funcionamiento. Acerca las aguas de un nacimiento por una acequia hasta la fuente que está en uno de los extremos de él, de esta fuente pasa a un lavadero que todavía se mantiene su uso; se la conoce como la Font Nova.

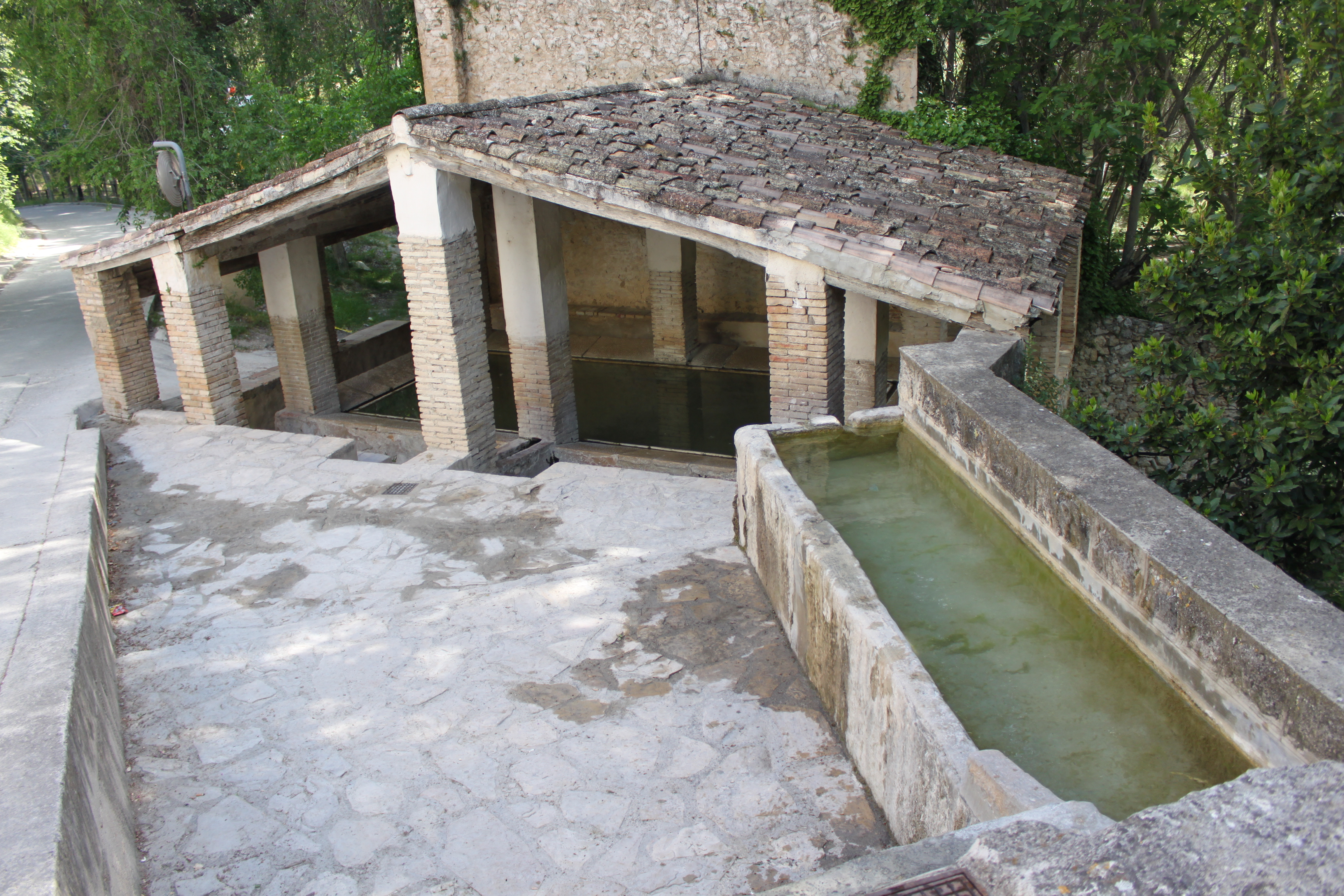
Lavadero de la fuente Nueva.

- Lavadero de la fuente Nueva: está situado al lado del acueducto, está en perfectas condiciones, y sigue en funcionamiento, sus aguas no son potables ya que no han pasado por ningún sistema potabilizador, pero fue la fuente que más abasteció de agua a esta localidad, al menos, desde el siglo XIII.
- Casa consistorial: edificio que todavía conserva la antigua prisión y se puede apreciar la puerta de entrada al recinto amurallado de la villa, conocida como la Llotja.
- Masía de la Foya: la casa señorial es un conjunto cultural destacado de titularidad municipal. Esta se encuentra en un nivel de abandono absoluto, acrecentando el deterioro de todas las pinturas e incluso el desplome de las escayolas en las que están pintadas. Se construyó como palacete de verano en el año 1868. Todas sus habitaciones están decoradas con frescos de estilo cubano. Se representan desde las fiestas populares, pasando por dioses romanos (como la victoria del Dios Baco), alegorías de las estaciones e imágenes cristianas. En el fresco que se representa al otoño aparece la fecha en la que se empezó a construir, "se principió esta casa en 31 julio de 1868".
- Castillo de Margarida: se asientan en un emplazamiento espectacular, de difícil acceso, sobre el espolón rocoso conocido como Penya Cantacuc, al sur del poblado de Margarida, en el término de Planes. Se trataba de una edificación de pequeñas dimensiones, actualmente en estado muy ruinoso y que debió de tener una planta rectangular y fábrica de tapial. Tan solo se aprecian los restos de la torre principal y vestigios de pequeñas murallas y otras edificaciones secundarias.

### Religioso
- Iglesia parroquial Santa María de la Asunción: construida sobre la antigua mezquita que no llegó a derruirse y se cree que se utilizó como cripta de la iglesia. Recientemente restaurada de planta rectangular con tres naves, sacristía y bóveda nervada gótica.
- Ermita del Santísimo Cristo de Planes: se encuentra situada en la cumbre de un montículo al norte de la población con acceso por un Vía Crucis zigzagueante de acusada pendiente y otro, por el norte, a espaldas de la ermita, accesible a los automóviles. Según la tradición la ermita es del siglo XV y se reducía a lo que es la actual sacristía que, efectivamente tiene trazas de estilo gótico y altar orientado al este, y estuvo bajo la advocación de San Cristóbal y Santa Bárbara. Aunque Sanchís i Sivera da como fecha del cambio de advocación de San Cristóbal por la del Santísimo Cristo de San Cristóbal (posteriormente se nombra como Santísimo Cristo de Planes) en el año 1749, hay razones para pensar que pudo ser antes, entre 1742 y 1744, pues según Domingez Moltó en el archivo parroquial de Planes existe un manuscrito, en el que se narra la venida del Cristo a Planes. Además se conserva un grabado de entre los siglos XVIII y XIX, en la Casa Abadía, en el que se ve, en el altar de la ermita, al Santo Cristo en el centro y a sus lados a San Cristóbal y Santa Bárbara. La ermita fue construida por el pueblo, para albergar a su Cristo, y no tienen derecho sobre ella ni la parroquia, ni el ayuntamiento, pues nada se hace o deshace en la ermita sin antes haber acuerdo entre el ayuntamiento, la parroquia y los vecinos.
- Ermita de la Virgen de Loreto: construcción desaparecida, de la cual apenas queda memoria. Se la nombra en el libro de visita de 1732 y todavía figura en el libro de visita de 1819. Después se pierde su rastro. Don Vicente Espasa, cura párroco de Planes, tiene una vaga noticia al respecto: al parecer estaba en las afueras, en el camino de Alcoy.

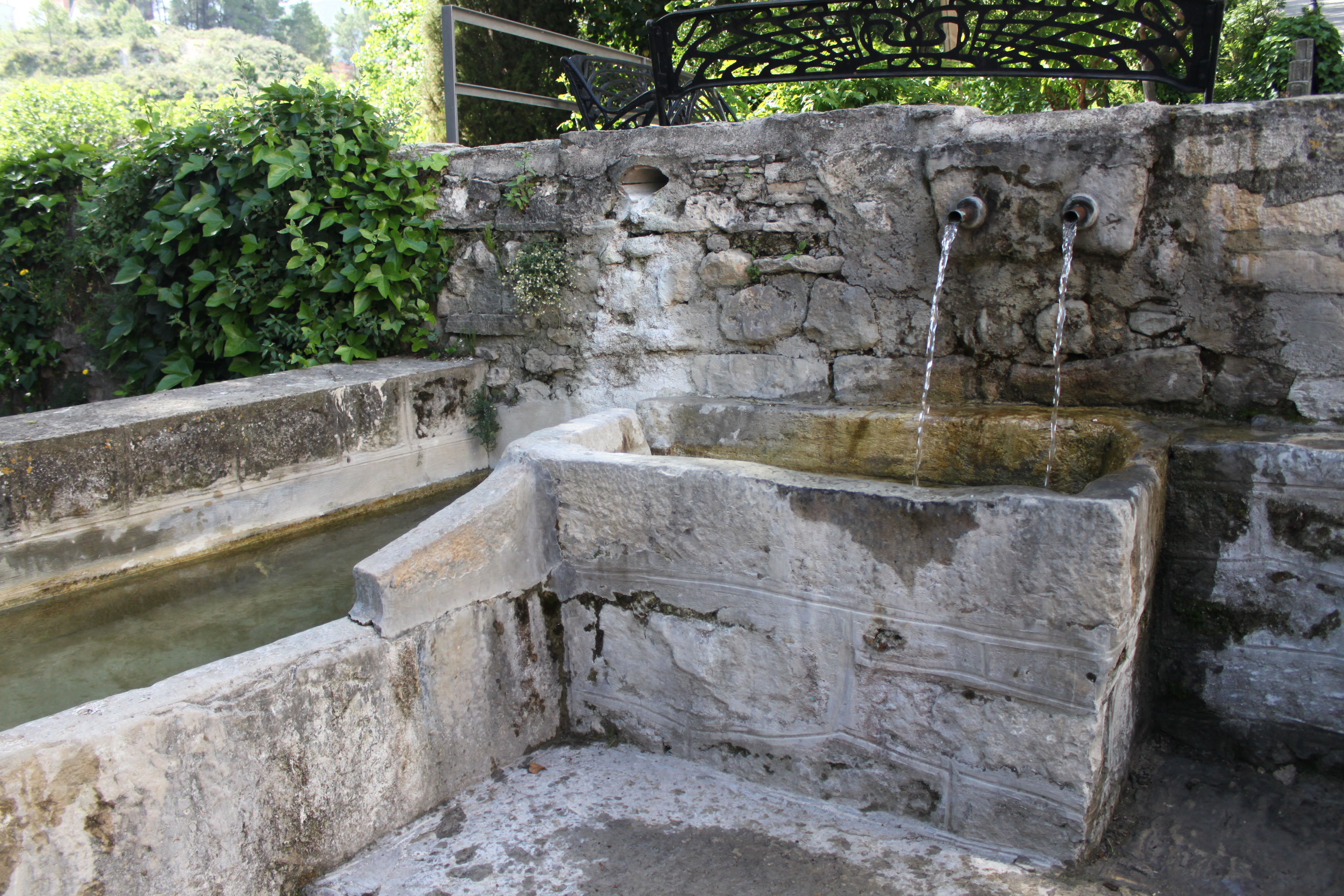
Fuente Nueva de Planes.

- Cruz de Término. Se encuentra situada a un kilómetro del pueblo de Planes en dirección Planes-Benimarfull, en una de las caras se puede apreciar la imagen de Jesucristo en la cruz, y en el revés, la imagen de la virgen María. Esta cruz se encuentra cubierta por un pequeño techo arqueado sujetado por cuatro pilares. Fue donada por el empresario monovero José Bernabé Vidal, casado con la planera Carmen Tordera Catalá. También existe otra cruz más pequeña en la carretera que va en dirección hacia Benialfaquí, de época anterior.

### Yacimientos arqueológicos
- Abrigo de la Gleda.
- Abrigo de las cuevas de la villa.
- Abrigos del barranco de las Calderas. SNU-PE-8. Neolítico I 5.º milenio a. C. conservación regular.
- AC-60. SNU-PE-7. Medieval y musulmán, afectada por cultivos
- Barranco de la peña blanca.
- Barranco de los algarrobos: ABRIGOS I-II.
- Castillo de Planes.
- Cueva del barranco de la encantada. Véase Leyenda de la Encantada
- Cueva del Pardo. SNU-PE-11. Epipaleolítico, Neolítico IIA y IIB, Bronce final e Ibérico. Siglo VIII a siglo I a. C., buena conservación.
- Cuevas de la Villa. SNU-PE-1. Neolítico 2B. 3.er milenio a. C., casi destruido.
- El Charpolar. SNU-PE-12. Ibérico antiguo y pleno. Siglo IV a siglo I a. C., afectado por excavaciones clandestinas.
- Los Llombos 1. SNU-PE-3. Ibérico y medieval. 2.ª mitad del 1.er milenio a. C., afectada por cultivos.
- Los Llombos 2. SNU-PE-4. Periodos indeterminados, afectados por cultivos
- Los Llombos 3. SNU-PE-5. Periodos indeterminados, afectados por cultivos.
- Ermita del Cristo. SNU-PE-13. Bronce Ibérico 2.º milenio a. C. e indeterminada en el ibérico, buena conservación.
- La Burbaca. SNU-PE-I5. Tardo romano. Siglo VII a. C., conservación regular.
- El Altibajo del Mas del Moro. SNU-PE-16. Neolítico IIB. 3.er milenio a. C., afectado por cultivos.
- Las peñas de la cueva negra - Catamarruc.
- Las Ronchas. SNU-PE-10. Paleolítico. 29000 a 21000 a. C. afectados por cultivos.
- Peña de Margarita. SNU-PE-2. Edad de Bronce, romano y medieval 2.º milenio a. C., conservación regular.
- Peña Roja de Catamarruch. SNU-PE-17. Neolítico I 5.º milenio a. C.; buena conservación.
- Solloca. SNU-PE-6. Romana y medieval. Cronología indeterminada, afectada por cultivos.
- Colina de la Querola. SNU-PE-14. Prehistórico indeterminado, afectada por carreteras y cultivos..
- Troc de la Bassa. SNU-PE-9. Neolítico IIB. 3.er milenio a. C., afectado por cultivos.

### Otros

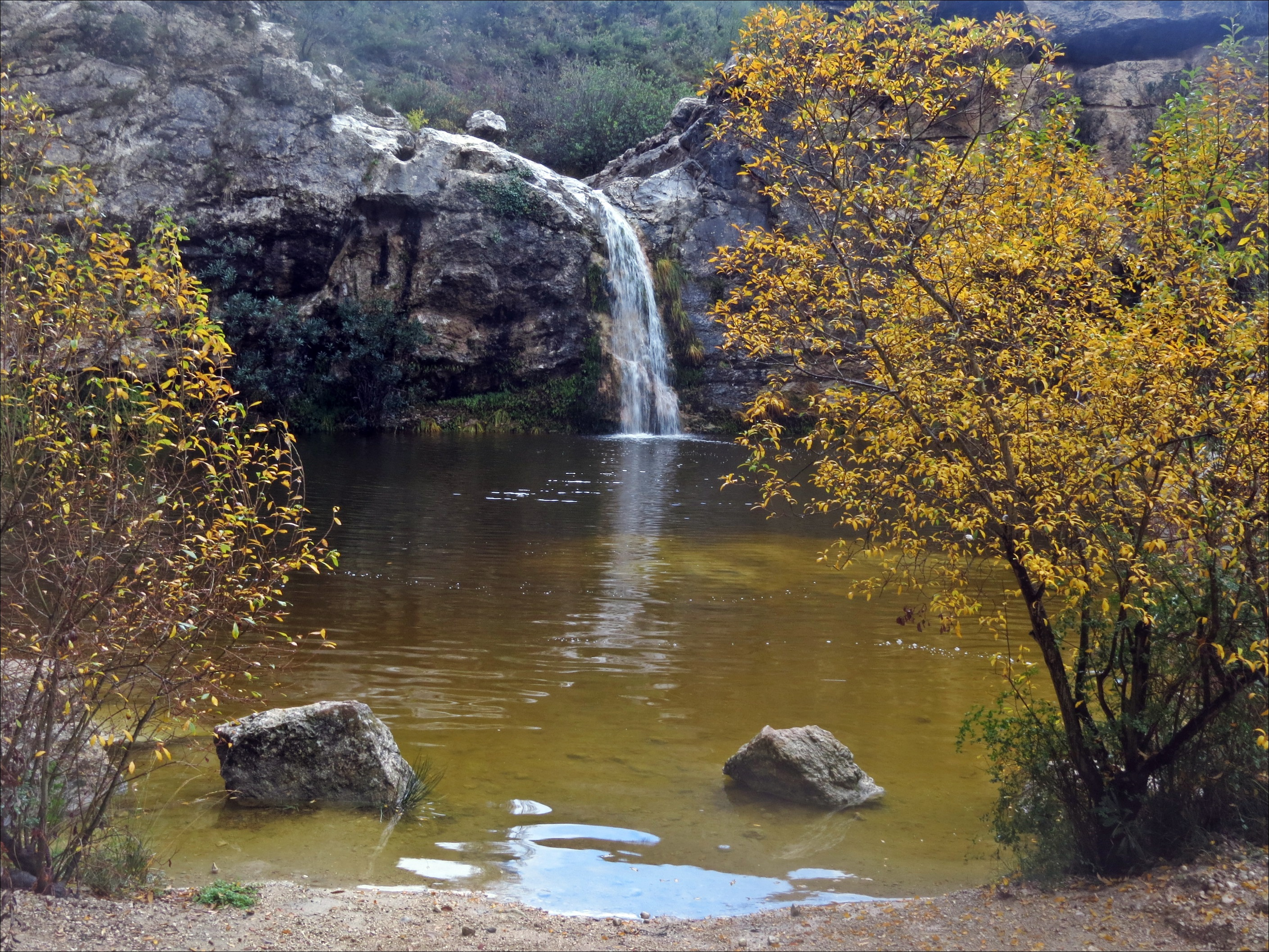
Gorg del Salt

- Ermita del Santo Cristo de Planes. Donde se puede disfrutar de las mejores vistas de toda la comarca, dispone de un parque infantil donde distraer a los pequeños de la casa mientras se disfruta del paisaje también dispone de merenderos. Para visitar la ermita se tiene que consultar con el cura del pueblo o preguntar algún vecino, que seguro se alegrará de su interés por ella.
- Restos poblados moriscos. En Burbaca, Apta, Benicapsell o Llombo se encuentran restos de distintos poblados moriscos. Se conservan en la actualidad diques, molinos, albercas, acueductos y uno de los pantanos más antiguos de Europa.
- Poblado ibérico de Charpolar fue descubierto en 1928 por Ferran Poncell. Está situado en la cima de la sierra Foradá a 902 m de altura. Se pueden observar los restos de un doble recinto de muros que rodean y defienden el poblado, encontrándose más acumulación de materiales en las zonas de más fácil acceso con tal de aumentar la protección. También se pueden distinguir las plantas de algunas habitaciones y otras estructuras. Según los expertos la cronología del poblado se sitúa entre los siglos IV-I a. C. La cerámica que allí se ha encontrado es de época ibérica y destacan los fragmentos con decoración geométrica y con figuras del estilo de San Miguel de Liria. También ha aparecido cerámica negra de barniz negro.Los objetos encontrados se hallan expuestos en el Museo de Prehistoria de Valencia y al Museo Camilo Visedo de Alcoy.

## Fiestas

### San Blas
Se celebra la festividad del patrón del pueblo el primer domingo de febrero. Por la mañana el Grup de dances "La Baronia" realiza bailes populares en la plaza del pueblo y seguidamente se realiza un almuerzo popular con embutidos típicos del pueblo. Finliza el día con la eucaristía en honor al Santo.

### L'aixabegó o Festa de la Farina
Se celebra 40 días antes de la Pascua. Es un equivalente autóctono de la fiesta del carnaval. Los quintos del año (los que cumplen 18 años) son los dueños del pueblo por un día, en el cual ni alcalde, ni policías tienen jurisdicción. Los quintos van por todo el pueblo pidiendo dinero para poder celebrar la fiesta del chopo y, mientras, van guerreando con harina. Los ciudadanos que no colaboran con un donativo son rebozados en harina y mejor será que no se enfaden si no quieren terminar dentro de una red de cuerda (aixavegó) siendo manteados por todo el pueblo. Acompaña a los quintos en esta vuelta al pueblo la Unión Musical de Planes, interpretando unos tradicionales versos, conocidos como "La volta als quintos", a modo de despedida por la antigua marcha de los jóvenes a realizar el servicio militar.

### Festa del xop
Se corta un chopo dejándole solo las ramas del copo y se lleva a la plaza del pueblo, donde se le quita la corteza del tronco y se le atan cuerdas para poder elevar el árbol. Luego se preparan con troncos y cuerdas unas tijeras que servirán en parte para elevarlo, dirigirlo y frenarlo para que no caiga. Tiempo atrás se ataba al copo un gallo, para que cuando estuviese el árbol plantado los jóvenes intentaran subir por él para conseguirlo como premio y demostrar su pericia; en la actualidad se adorna el copo con banderas de diferentes colores. Previamente se vacía el agujero en el que se introduce el árbol. Cuando todo está preparado se empieza a plantar el chopo gracias a las fuerzas de toda la gente, que contribuye tirando de las cuerdas y presionando las tijeras mientras se dan las respectivas órdenes «òisa» y «òande», palabras que usaron desde antaño para referirse a «adelante” y «atrás» cuando se daban órdenes a los animales de labranza. Se da por finalizado cuando el chopo ya en lo alto es asegurado con piedras dentro del agujero.
Toda esta fiesta es organizada y preparada por los chicos y chicas que cumplen 18 años a los que se denominan quintos, los cuales en tiempos atrás eran requeridos para asistir al servicio militar obligatorio.
La fiesta tiene lugar en Pentecostés, 50 días después de Pascua, quedando a finales de mayo o principios de junio según años, la llamada Pascua Granada.
Su antigüedad en esta localidad no está clara dada que no se ha encontrado por el momento documentación al respecto, se sabe por las pinturas que hay en la masía de la Foya que esta fiesta ya se celebraba tiempos atrás entre 1800 y 1900, aunque no en la plaza actual sino en la plaza del ayuntamiento, pero no se tiene mención alguna anterior a estas fechas, tampoco es mencionada por Cavanilles en sus escritos cuando viajó a Planes.
Los orígenes de esta fiesta son de la civilización romana los cuales la asimilaron de la griega y fenicia[cita requerida]. El nombre que se tiene a estas celebraciones es Festividad de los Mayos, Los mayos son los palos, troncos o árboles cortados que se alzan en las plazas donde concurrían las gentes para divertirse con bailes y festejos. En la Hispania romana se adoraba a la diosa Maya o Fauna, diosa de la fertilidad para la mitología romana con la que se celebraba la llegada de la primavera. Seguramente sufrió variaciones con la llegada de los árabes. Finalmente, asimilada por el cristianismo, pasó a ser festividades de la virgen María o, en este caso, a la festividad de Pentecostés. Hay celebraciones en lugares de toda España y Portugal, al igual que en el resto de la Europa que perteneció al Imperio romano.

### Fira de Planes
Se trata de una feria popular que ofrece los productos típicos del pueblo y que pretende acercar su cultura y tradiciones a los visitantes. Su primera edición se celebró en junio de 2017 y se realizan desde visitas guiadas, exposiciones, conciertos hasta la propia feria con diferentes puestos de comida y producto local y de proximidad.

### Fiestas Mayores en honor al Santísimo Cristo de Planes
Las fiestas mayores de planes se celebran el primer fin de semana de octubre cayendo el día grande el primer domingo.
- El jueves, a las 8 de la noche, se inauguran las fiestas con el tradicional pregón desde los balcones del ayuntamiento. Por la noche hay entraeta del bando moro conformado por la filà "Moros del Raval". Al finalizar se realiza una verbena y el tradicional baile de disfraces con concurso.
- El viernes está dedicado a la Virgen del Rosario, a la cual por la mañana se le hace una ofrenda de flores en la solemne eucaristía en su nombre. Por la tarde se le saca en procesión y se le canta por parte de la banda municipal la Salve. Por la noche tiene lugar la entraeta del bando cristiano,conformado por las filaes Templaris y Maseros de l'Almadec. Al finalizar ameniza una verbena.
- El sábado está dedicado a San Roque. Por la mañana se hace la diana en que desfilan ambos bandos a las 9. Por la tarde, a las 5, empieza la entrada de moros y cristianos. Más tarde se hace la procesión a San Roque. De nuevo, por la noche, se hace la última verbena.
- El domingo está dedicado al Santísimo Cristo de Planes. Empieza a las 7 de la mañana con la tradicional despertà de l'Aurora, donde se cantan unos versos anunciando la festividad, a modo de rosario. Esta empieza en la casa parroquial donde se pide permiso al cura y el desfile sigue hasta recorrer todas las casas de clavariesas y clavarios de ese año. Un poco después se hace la recogida de las festeras para, seguidamente, subir en romería a la ermita. Allí se celebra la solemne misa mayor. Por la tarde se hace la eucaristía en la iglesia para las personas que, por diversos motivos, no hayan podido subir por la mañana. Seguidamente se realiza la procesión del Santísimo Cristo, la cual se hace por un recorrido más largo. Cuando termina la procesión se dispara el castillo de fuegos artificiales que da por finalizadas las fiestas patronales.

### Estiu cultural
Se celebra, normalmente, entre la segunda quincena del mes de julio y la primera del mes de agosto y consiste en diversas actividades. Cabe destacar que participan en su organización y desarrollo los diferentes grupos de la localidad junto con el Ayuntamiento. Se realizan actividades como teatro, conciertos, bailes populares, torneos de diversos deportes, presentaciones de libros etc.

### Septenario de la Virgen de los Dolores
Se trata de una festividad religiosa que se desarrolla la semana anterior a la Semana Santa y que finaliza siendo el séptimo día la festividad de la Virgen Dolorosa. Consiste en una serie de ceremonias realizadas por la tarde en la iglesia, donde se venera a la Virgen de los Dolores a la vez que al Santísimo Sacramento. Se reza una especie de rosario con intervenciones cantadas por el coro, acompañado en ocasiones por la banda de música del pueblo.

## Gastronomía
Los platos típicos son la olleta, el trigo picado, los bollos con setas o embutido, les bajoques farcides y el arroz al horno.
Los productos típicos más importantes son los embutidos artesanales, los dulces, los pastel y las distintas cocas, ya sean saladas o dulces. Todos estos productos son muy apreciados, así como el aceite y el vino.

## Leyendas
- La Encantada: van cayendo las aguas al barranco llamado la encantada, hay una piedra circular de unos cinco pies de diámetro, que en forma de ventana cerrada se ve en la garganta del barranco a 20 pies sobre el nivel ordinario de las aguas, se dice que es la entrada de una cueva en la que los moros encerraron sus tesoros y a una doncella que encantaron para protegerlos y que se dice que cada 100 años se aparece. Un labrador un día se la encontró y ella le preguntó: "¿qué deseas más esta peineta de oro o a mi?". El labrador le contestó que deseaba la peineta, y ella le contestó: "¡siempre serás desgraciado!. En aquellos peñascos de allá arriba tengo un palacio encantado, nunca serás feliz, si me hubieras elegido a mí, la fortuna que tengo allí sería para nosotros dos". Al despuntar los rayos del sol, la mujer desapareció dejando sin nada al labrador.

## Deportes
El entorno de Planes ofrece una gran variedad de actividades deportivas con las que disfrutar la gran diversidad natural a la vez que se disfruta de una actividad sana y divertida.
- Las 13 horas. Junto a la Semana Cultural, se disputa un torneo pensado para las categorías más jóvenes, en el que los chavales juegan un campeonato contra otros jóvenes de los pueblos vecinos.
- Trinquete. Donde poder jugar a la tradicional pelota valenciana. Se construyó en 2008/2009, está cubierto y tiene instalado en la parte exterior un rocódromo.
- Senderismo. Existen diversas rutas señalizadas. La más recorrida es la del barraco de la Encantada: comienza en Planes, se sube a la ermita por el calvario después se dirige a dicho barranco, pasando por el Gorg del Salt, un molino en ruinas y el estrecho, se empieza a subir hasta llegar a Tormos y pasando por la ladera de la sierra de la ermita se vuelve a Planes.
- Piscina municipal. Abierta los meses de verano a todo el público.
- Cicloturismo. Existen varias rutas que pasan por Planes, en el parque que está en la plaza del pueblo hay un mapa de estas rutas, en él se pueden ver los recorridos y la dificultad que implica cada uno de ellos.
- Campo de tiro municipal. Está situado en la pedanía de Margarida.